# 5'キャップ

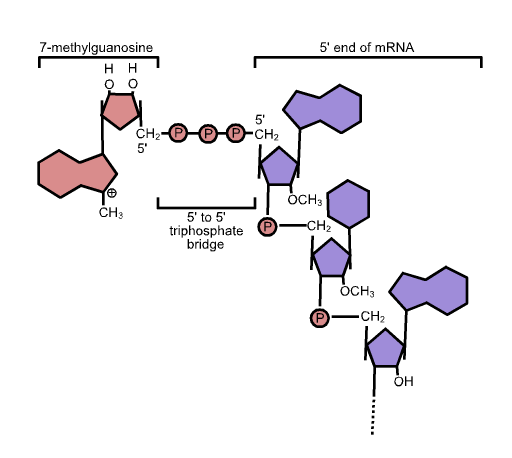
5'キャップ構造(cap-2)

5'キャップとは、真核生物の細胞質mRNAなどの5'末端に見られる修飾構造で、成熟mRNAの安定性と翻訳開始などに関与している。ミトコンドリアや葉緑体のmRNAにはキャップ構造は存在しない。

## 構造
真核生物のmRNA分子の5'末端には三リン酸結合を介してグアノシンが結びついており、他では通常見られることのない5'-5'結合となっていることが特徴的である。またこのグアノシンのグアニン塩基は7位がメチル化されるので、7-メチルグアニル酸(m7G)キャップとも呼ばれる。
多細胞生物やある種のウイルスでは、上記のcap-0に加えてmRNAの最初1つまたは2つのリボースの2'位がメチル化される。最初1つがメチル化されているものをcap-1、最初2つがメチル化されているものをcap-2と呼んでいる。
またsnRNAは特殊なキャップ構造を持っており、SmRNAはトリメチルグアノシンキャップ、LsmRNAはモノメチルリン酸キャップとなっている。

## 機能
5'キャップの機能としては以下が挙げられる。
1. 核外への輸送の制御[6][7]
キャップにキャップ結合複合体(cap binding complex: CBC)が結合し、それが核膜孔複合体に認識されて、核外へと輸送される。
2. エキソヌクレアーゼによる分解の抑制[8][9][10]
5'キャップによりRNAの5'端の水酸基がブロックされているため、5'→3'エキソヌクレアーゼに対して抵抗性を持つようになる。加えて、キャップ結合複合体などが5'末端を遮蔽する効果もあり、分解が抑制される。
3. 翻訳の促進[11][3][12]
キャップ結合複合体が翻訳開始因子に置き換わることで翻訳の促進に関わっている。[13]
4. 最も5'端に近いイントロンのスプライシングを促進[14]

## 形成
RNAポリメラーゼII(polII)にキャッピング酵素複合体が結合しており、polIIがmRNAを転写し始めると、転写が終了するよりも前に以下の過程を経てキャップが付加される。
1. RNAトリホスファターゼが合成中のRNAの5'末端の三リン酸からリン酸基1つを取り除く。（5'(ppN)[pN]n）
2. そこへmRNAグアニリル転移酵素によって5'-5'結合が作られる。GTPからピロリン酸が取り除かれ、RNA末端とグアノシンの間には三リン酸結合が生じる。（5'(Gp)(ppN)[pN]n）
3. mRNAグアニンN7メチル基転移酵素によってグアニンのN7原子がメチル化される。メチル基はS-アデノシルメチオニンに由来する。（5'(m7Gp)(ppN)[pN]n：cap-0）
4. 場合によって、RNA末端1つまたは2つのリボースがメチル化される(cap-1/cap-2)[4]。
5. さらにRNA末端がアデニン塩基の場合はN6原子もメチル化される[11]。

## 除去
盛んに翻訳が行われているmRNAの場合は、翻訳開始因子がキャップを保護しているため、キャップの除去は起こりにくい。ただし能動的にキャップの除去を行う様々な機構が知られている。キャップ除去酵素によってキャップ構造が除去されると、5'リン酸末端が生じてエキソヌクレアーゼによる分解が可能になる。